# Llista de rellotges de sol del Bages
Llista de rellotges de sol instal·lats de forma permanent en espais públics de la comarca del Bages.

## Aguilar de Segarra
| Nom             | Descripció                           | Localització                 | Coordenades                                          | Fitxa | Imatge                                                                           |
| --------------- | ------------------------------------ | ---------------------------- | ---------------------------------------------------- | ----- | -------------------------------------------------------------------------------- |
| Cal Ferrer Gros | YO SENSA SOL Y TU SENSA FE NO SOM RE | Aguilar de Segarra Castellar | 41° 43′ 49″ N, 1° 39′ 28″ E / 41.730226°N,1.657835°E |       | Cal Ferrer Gros (Aguilar de Segarra) · Vegeu més fotos · Carregueu una nova foto |

## Artés
| Nom                    | Descripció | Localització        | Coordenades                                         | Fitxa | Imatge                  |
| ---------------------- | ---------- | ------------------- | --------------------------------------------------- | ----- | ----------------------- |
| Fàbrica de Caldo Aneto |            | Artés C. Sant Jordi | 41° 47′ 18″ N, 1° 56′ 15″ E / 41.788459°N,1.93744°E | fitxa | Carregueu una nova foto |

## Avinyó
| Nom           | Descripció       | Localització         | Coordenades                                          | Fitxa | Imatge                                                             |
| ------------- | ---------------- | -------------------- | ---------------------------------------------------- | ----- | ------------------------------------------------------------------ |
| Can Verdaguer | Inscripció: 1722 | Avinyó Pl. Major, 27 | 41° 51′ 47″ N, 1° 58′ 16″ E / 41.863077°N,1.971105°E | fitxa | Can Verdaguer (Avinyó) · Vegeu més fotos · Carregueu una nova foto |

## Balsareny
| Nom      | Descripció                                        | Localització                     | Coordenades                                          | Fitxa | Imatge                  |
| -------- | ------------------------------------------------- | -------------------------------- | ---------------------------------------------------- | ----- | ----------------------- |
| Cal Sant | Inscripció: Jo sense sol i tu sens fe, no som res | Balsareny Pl. de l'Ajuntament, 1 | 41° 51′ 47″ N, 1° 52′ 36″ E / 41.863161°N,1.876564°E | fitxa | Carregueu una nova foto |

## Cardona
| Nom                 | Descripció | Localització                    | Coordenades                                          | Fitxa | Imatge                                                  |
| ------------------- | ---------- | ------------------------------- | ---------------------------------------------------- | ----- | ------------------------------------------------------- |
| Institut Sant Ramon |            | Cardona Pl. Compte Viladomat, 1 | 41° 54′ 53″ N, 1° 40′ 49″ E / 41.914725°N,1.680231°E | fitxa | Institut Sant Ramon (Cardona) · Carregueu una nova foto |

## Castellbell i el Vilar
| Nom                   | Descripció       | Localització                                  | Coordenades                                          | Fitxa | Imatge                  |
| --------------------- | ---------------- | --------------------------------------------- | ---------------------------------------------------- | ----- | ----------------------- |
| Can Prats Brugueroles | Inscripció: 1971 | Castellbell i el Vilar Ctra. BV-1122 km 0,400 | 41° 38′ 56″ N, 1° 48′ 29″ E / 41.648833°N,1.808117°E | fitxa | Carregueu una nova foto |

## Castellfollit del Boix
| Nom                   | Descripció                                                                        | Localització           | Coordenades                                          | Fitxa | Imatge                                                                                     |
| --------------------- | --------------------------------------------------------------------------------- | ---------------------- | ---------------------------------------------------- | ----- | ------------------------------------------------------------------------------------------ |
| Masia Clot del Grau   | Inscripció: 1925                                                                  | Castellfollit del Boix |                                                      | fitxa | Masia Clot del Grau (Castellfollit del Boix) · Carregueu una nova foto                     |
| Església de Sant Pere |                                                                                   | Castellfollit del Boix | 41° 40′ 10″ N, 1° 42′ 05″ E / 41.669547°N,1.701368°E | fitxa | Església de Sant Pere (Castellfollit del Boix) · Vegeu més fotos · Carregueu una nova foto |
| Rectoria de Sant Pere | Inscripció: Jo parlo si em mira el sol. Si no em mira, tu no em mires i estic sol | Castellfollit del Boix | 41° 40′ 10″ N, 1° 42′ 05″ E / 41.669547°N,1.701368°E | fitxa | Rectoria de Sant Pere (Castellfollit del Boix) · Carregueu una nova foto                   |

## Castellgalí
| Nom               | Descripció | Localització       | Coordenades                                          | Fitxa | Imatge                  |
| ----------------- | ---------- | ------------------ | ---------------------------------------------------- | ----- | ----------------------- |
| Cal Pere Oliveres |            | Castellgalí Boades | 41° 40′ 54″ N, 1° 52′ 07″ E / 41.681683°N,1.868550°E | fitxa | Carregueu una nova foto |

## Manresa
| Nom                    | Descripció                              | Localització                     | Coordenades                                          | Fitxa | Imatge                  |
| ---------------------- | --------------------------------------- | -------------------------------- | ---------------------------------------------------- | ----- | ----------------------- |
| Plaça de la Democràcia | Font pública                            | Manresa Pl. de la Democràcia     |                                                      | fitxa | Carregueu una nova foto |
| Plaça de la Fundició   | Horitzontal d'acer                      | Manresa Pl. de la Fundició       | 41° 44′ 06″ N, 1° 49′ 39″ E / 41.735083°N,1.827633°E | fitxa | Carregueu una nova foto |
| Institut Lacetània     | Inscripció: Pels amics a qualsevol hora | Manresa Av. Bases de Manresa, 51 | 41° 44′ 12″ N, 1° 49′ 40″ E / 41.736550°N,1.827667°E | fitxa | Carregueu una nova foto |

## Marganell
| Nom                  | Descripció | Localització             | Coordenades                                          | Fitxa | Imatge                  |
| -------------------- | ---------- | ------------------------ | ---------------------------------------------------- | ----- | ----------------------- |
| Can Font, restaurant |            | Marganell Camí del Casot | 41° 38′ 26″ N, 1° 48′ 10″ E / 41.640633°N,1.802850°E | fitxa | Carregueu una nova foto |

## Monistrol de Montserrat
| Nom               | Descripció | Localització                                   | Coordenades | Fitxa | Imatge                  |
| ----------------- | ---------- | ---------------------------------------------- | ----------- | ----- | ----------------------- |
| Jardí dels Monjos |            | Monistrol de Montserrat Monestir de Montserrat |             | fitxa | Carregueu una nova foto |

## Mura
| Nom                            | Descripció               | Localització             | Coordenades                                          | Fitxa | Imatge                                                                            |
| ------------------------------ | ------------------------ | ------------------------ | ---------------------------------------------------- | ----- | --------------------------------------------------------------------------------- |
| Carrer Roquetes, 5             | Inscripció: Tempus Fugit | Mura C. Roquetes, 5      |                                                      | fitxa | Carregueu una nova foto                                                           |
| Club Esportiu la Tosca         | Damunt d'una roca        | Mura C. la Tosca         |                                                      | fitxa | Carregueu una nova foto                                                           |
| Passatge Baix Plaça            | Equatorial               | Mura Passatge Baix Plaça |                                                      | fitxa | Carregueu una nova foto                                                           |
| Església de Sant Martí de Mura |                          | Mura                     | 41° 41′ 56″ N, 1° 58′ 33″ E / 41.698800°N,1.975967°E | fitxa | Església de Sant Martí de Mura (Mura) · Vegeu més fotos · Carregueu una nova foto |
| Mata-rodona                    | Inscripció: 2000         | Mura                     |                                                      | fitxa | Carregueu una nova foto                                                           |

## Navarcles
| Nom                     | Descripció                                           | Localització                      | Coordenades                                           | Fitxa | Imatge                  |
| ----------------------- | ---------------------------------------------------- | --------------------------------- | ----------------------------------------------------- | ----- | ----------------------- |
| Can Moliner             |                                                      | Navarcles C. de la Sardana, 21    | 41° 45′ 10″ N, 1° 54′ 39″ E / 41.752717°N,1.910967°E  | fitxa | Carregueu una nova foto |
| Can Sellarés            | Inscripció: Que mires mussol, soc un rellotge de sol | Navarcles C. de Joaquim Blume, 3  | 41° 45′ 02″ N, 1° 54′ 25″ E / 41.750533°N,1.907017°E  | fitxa | Carregueu una nova foto |
| Can Singla, cansaladers | Inscripció: Singla-Soto                              | Navarcles Passatge de Pau Vila, 2 | 41° 45′ 13″ N, 1° 54′ 06″ E / 41.753667°N,1.9016050°E | fitxa | Carregueu una nova foto |

## Navàs
| Nom                                    | Descripció         | Localització                     | Coordenades                                          | Fitxa | Imatge                  |
| -------------------------------------- | ------------------ | -------------------------------- | ---------------------------------------------------- | ----- | ----------------------- |
| Casa pairal del Puiggros               | Equatorial esfèric | Navàs                            | 41° 52′ 49″ N, 1° 46′ 13″ E / 41.880289°N,1.770343°E | fitxa | Carregueu una nova foto |
| Plaça d'Antoni Gaudí                   | Horitzontal        | Navàs Pl. d'Antoni Gaudí         |                                                      | fitxa | Carregueu una nova foto |
| Església de Sant Salvador de Torroella | Inscripció: 1914   | Navàs Sant Salvador de Torroella | 41° 52′ 04″ N, 1° 42′ 47″ E / 41.867899°N,1.713152°E | fitxa | Carregueu una nova foto |

## El Pont de Vilomara i Rocafort
| Nom                                   | Descripció | Localització                                               | Coordenades                                          | Fitxa | Imatge |
| ------------------------------------- | ---------- | ---------------------------------------------------------- | ---------------------------------------------------- | ----- | --- |
| Cal Mestre, antiga Escola             |            | El Pont de Vilomara i Rocafort Pl. Catalunya, 89           |                                                      | fitxa | Carregueu una nova foto                                                                                          |
| Can Guañabens, antigament Can Fargues |            | El Pont de Vilomara i Rocafort C. Montserrat, 10. Rocafort |                                                      | fitxa | Carregueu una nova foto                                                                                          |
| Església de Santa Maria de Rocafort   |            | El Pont de Vilomara i Rocafort Pl. de l'Església. Rocafort | 41° 43′ 01″ N, 1° 56′ 11″ E / 41.716972°N,1.936458°E | fitxa | Església de Santa Maria de Rocafort (el Pont de Vilomara i Rocafort) · Vegeu més fotos · Carregueu una nova foto |

## Rajadell
| Nom                                     | Descripció | Localització                        | Coordenades                                          | Fitxa | Imatge                                                                                         |
| --------------------------------------- | ---------- | ----------------------------------- | ---------------------------------------------------- | ----- | ---------------------------------------------------------------------------------------------- |
| Mas el Peric                            |            | Rajadell Ctra. a Aguilar de Segarra | 41° 44′ 14″ N, 1° 41′ 28″ E / 41.737215°N,1.69124°E  | fitxa | Carregueu una nova foto                                                                        |
| Mas Valldòria                           |            | Rajadell                            | 41° 43′ 10″ N, 1° 40′ 33″ E / 41.719517°N,1.675833°E | fitxa | Carregueu una nova foto                                                                        |
| Església de Sant Iscle i Santa Victòria |            | Rajadell Pl. de l'Església          | 41° 43′ 44″ N, 1° 42′ 23″ E / 41.728850°N,1.706333°E | fitxa | Església de Sant Iscle i Santa Victòria (Rajadell) · Vegeu més fotos · Carregueu una nova foto |

## Sallent
| Nom                                             | Descripció                                  | Localització                                       | Coordenades                                          | Fitxa | Imatge                  |
| ----------------------------------------------- | ------------------------------------------- | -------------------------------------------------- | ---------------------------------------------------- | ----- | ----------------------- |
| Carrer Molí, 8                                  |                                             | Sallent C. Molí, 8                                 | 41° 49′ 24″ N, 1° 53′ 42″ E / 41.823233°N,1.894883°E | fitxa | Carregueu una nova foto |
| Carrer Francesc Macià cantonada Verge del Pilar | Inscripció: Jo et dic l'hora ... Tu viu-la! | Sallent C. Francesc Macià - c. Verge del Pilar, 22 | 41° 49′ 45″ N, 1° 53′ 30″ E / 41.829167°N,1.891667°E | fitxa | Carregueu una nova foto |
| Plaça de la Pau, 7                              |                                             | Sallent Pl. de la Pau, 7                           | 41° 49′ 27″ N, 1° 53′ 45″ E / 41.824241°N,1.895860°E | fitxa | Carregueu una nova foto |

## Sant Feliu Sasserra
| Nom                                     | Descripció                                                | Localització                              | Coordenades                                          | Fitxa | Imatge                  |
| --------------------------------------- | --------------------------------------------------------- | ----------------------------------------- | ---------------------------------------------------- | ----- | ----------------------- |
| Casa a Sant Pere Almató                 | Inscripció: Jo sense sol tu sense fe no valem re          | Sant Feliu Sasserra                       |                                                      | fitxa | Carregueu una nova foto |
| Cal Santamaria                          |                                                           | Sant Feliu Sasserra Ctra. de Prats        | 41° 57′ 10″ N, 2° 01′ 05″ E / 41.952778°N,2.018056°E | fitxa | Carregueu una nova foto |
| El Pilar                                | Inscripció: Casso les hores al vol amb la polvora del sol | Sant Feliu Sasserra Ctra. a Avinyó, km 62 | 41° 55′ 54″ N, 2° 00′ 56″ E / 41.931654°N,2.015463°E | fitxa | Carregueu una nova foto |
| Glorieta de Vilaclara, torre dels Vents | Vuits rellotges amb els noms de la rossa dels vents       | Sant Feliu Sasserra Serrat de les Forques | 41° 56′ 49″ N, 2° 01′ 11″ E / 41.946829°N,2.019655°E | fitxa | Carregueu una nova foto |

## Sant Joan de Vilatorrada
| Nom             | Descripció                                            | Localització                                     | Coordenades | Fitxa | Imatge                  |
| --------------- | ----------------------------------------------------- | ------------------------------------------------ | ----------- | ----- | ----------------------- |
| Mas Vilatorrada | Inscripció: Qui us pogués allargar quan sou ditxoses! | Sant Joan de Vilatorrada Sant Martí de Torroella |             | fitxa | Carregueu una nova foto |

## Sant Mateu de Bages
| Nom                                      | Descripció | Localització                      | Coordenades                                          | Fitxa | Imatge |
| ---------------------------------------- | ---------- | --------------------------------- | ---------------------------------------------------- | ----- | --- |
| Església de Sant Miquel de Castelltallat |            | Sant Mateu de Bages Castelltallat | 41° 47′ 37″ N, 1° 37′ 59″ E / 41.793533°N,1.633000°E | fitxa | Església de Sant Miquel de Castelltallat (Sant Mateu de Bages) · Vegeu més fotos · Carregueu una nova foto |

## Sant Salvador de Guardiola
| Nom                       | Descripció | Localització               | Coordenades                                        | Fitxa | Imatge                  |
| ------------------------- | ---------- | -------------------------- | -------------------------------------------------- | ----- | ----------------------- |
| Església de Sant Salvador |            | Sant Salvador de Guardiola | 41° 40′ 22″ N, 1° 45′ 53″ E / 41.67288°N,1.76482°E | fitxa | Carregueu una nova foto |

## Sant Vicenç de Castellet
| Nom         | Descripció                | Localització                          | Coordenades                                          | Fitxa | Imatge                                                           |
| ----------- | ------------------------- | ------------------------------------- | ---------------------------------------------------- | ----- | ---------------------------------------------------------------- |
| Ca l'Ambròs | Prefabricat, sense gnòmon | Sant Vicenç de Castellet) Vallhonesta | 41° 40′ 24″ N, 1° 53′ 48″ E / 41.673464°N,1.896623°E |       | Ca l'Ambròs (Sant Vicenç de Castellet) · Carregueu una nova foto |

## Talamanca
| Nom                                  | Descripció | Localització                             | Coordenades                                          | Fitxa | Imatge                  |
| ------------------------------------ | --- | ---------------------------------------- | ---------------------------------------------------- | ----- | ----------------------- |
| Cal Vidrier I                        | Inscripció: x Joana + Josep                                                                                         | Talamanca C. Nou, 35                     |                                                      | fitxa | Carregueu una nova foto |
| Cal Vidrier II                       | Dos rellotges en 90º. Inscripció: Transit hora manent opera 1999                                                    | Talamanca C. Nou, 35 - pl. dels Saldones |                                                      | fitxa | Carregueu una nova foto |
| El Trullàs                           | | Talamanca                                |                                                      | fitxa | Carregueu una nova foto |
| Molí del Menut, antic molí de farina | Inscripció: Dic les hores d'esperança quan la mola fa farina. També les tinc d'anyorança quan el sol no m'il·lumina | Talamanca Riera de Talamanca             | 41° 44′ 39″ N, 1° 58′ 39″ E / 41.744209°N,1.977455°E | fitxa | Carregueu una nova foto |